# 大堀排水路
大堀排水路（おおほりはいすいろ）は、埼玉県久喜市・幸手市を流れる河川である。

## 概要
ほぼ直線的な流路を持ち、久喜市栗橋東4丁目より南栗橋1丁目南東部の「小右衛門橋」付近まで南南東方面へ直線的に流下する。栗橋東4丁目・栗橋東5丁目地内の流域周辺は市街地となっているが、（大字）栗橋より下流域は水田などの農地の中を流下する。（南栗橋2丁目・南栗橋1丁目（西側）と小右衛門（東側）の付近では市街化区域と農用区域との境界を流下する。）また、大堀排水路はほぼ権現堂川の右岸側（西方）に沿うように流下している。流路の詳細に関しては下記の流路節を参照されたい。

## 流路
- 久喜市立栗橋小学校の南側付近にて開渠となる。
- 久喜市栗橋東4丁目の東部および栗橋東4丁目（西側）と栗橋東5丁目（東側）の境界を南南東へ流下する。
- 国道125号を南側へ横断する。
- 栗橋の東部を南南東へ流下する。途中久喜市立栗橋東中学校の東方を流下する。
- 小右衛門の西部を南南東へ流下し、東北新幹線を南側へ横断する。
- 南栗橋2丁目・南栗橋1丁目（西側）と小右衛門（東側）の境界を南南東へ流下する。（一部、南栗橋1丁目地内の東部を流下する。）この流域では埼玉県済生会栗橋病院跡地の西方を流下し、東武日光線南栗橋駅の東方を流下する。
- 小右衛門橋を過ぎると中里（西側）と小右衛門（東側）の境界を南南東へ流下する。
- 中里（西側）と小右衛門・幸手市大字外国府間（東側）の境界に差し掛かったところで流路が南・やや南南西へと変わる。
- 久喜市中里（西側）と幸手市大字外国府間（東側）の境界を流下し、東武日光線を南側へ横断する。
- 東武日光線を横断すると、東武日光線の西方に並行し、久喜市中里（西側）と幸手市大字外国府間・大字高須賀（東側）の境界を南・南南西へと流下する。（一部、久喜市中里地内の東部を流下する。）途中、雷電池の東方を流下する。
- 久喜市中里の南端・幸手市大字高須賀の北西部の市境にて大堀排水路は利根川水系中川へと至り、合流・終点となる。
- 終点：中川

## 橋梁
- （国道125号）
- 切戸橋
- 道上橋
- （東北新幹線橋梁）
- 中央橋
- 平成橋
- 小右衛門橋
- 大道内橋
- （東武日光線橋梁）他

## 周辺の施設
- 雷電池
- 権現堂公園
  - 権現堂堤
  - 行幸湖